# Bataille de Buni Yadi
Insurrection de Boko Haram
La bataille de Buni Yadi a lieu lors de l'insurrection de Boko Haram.

## Déroulement
Le soir du 26 mai 2014, la ville de Buni Yadi est attaquée par les rebelles islamistes de Boko Haram. Trois mois plus tôt, le 25 février, la ville avait été le théâtre du massacre du lycée de Buni Yadi au cours duquel 59 élèves avaient été massacrés.
Cette fois-ci cependant, les islamistes ne s'en prennent pas à la population et assurent aux civils qu'ils croisent qu'ils viennent uniquement affronter l'armée. Selon un témoin, ils bénéficiaient d'au moins un véhicule blindé et de six pick-up. L'affrontement s'engage à un check-point tenu par l'armée nigériane. Les rebelles attaquent ensuite une base militaire et une caserne de police adjacent. Après quelques heures de combats, les islamistes prennent l'avantage et s'emparent des bâtiments qu'ils livrent aux flammes. Ils incendient également un tribunal et la résidence du chef du district, Abba Hassan. Lors des combats, des islamistes ouvrent également le feu sur une école primaire de la ville, cependant aucun élève ne se trouvait dans le bâtiment à ce moment-là,.
Un premier bilan fait état de 31 morts chez les militaires et les policiers. Le 27 mai le bilan des pertes est revu à la hausse, un porte-parole de la police déclare que 24 soldats et 21 policiers ont été tués lors des affrontements à Buni Yadi.

## Suites
Les combats reprennent en juillet. Le 21 août, Boko Haram s'empare de toute la ville et hisse son drapeau sur le bâtiment de la municipalité. 